# 朝阳街道 (荆州市)
朝阳街道，是中华人民共和国湖北省荆州市沙市区下辖的一个乡镇级行政单位。

## 行政区划
朝阳街道下辖以下地区：
朝阳路社区、玉和坪社区、丁家庄社区、红星路社区、杨林堤社区、海洪社区、豉湖路社区、银海社区、文苑社区、跃进路社区、肉联路社区、东苑社区、柳垸社区、五星村社区和柳林洲村社区。